# Вацлав Борови
Вацлав Борови (пол. Wacław Borowy; псевдоніми: Петро Шари (Piotr Szary), Титвілов (Titwillow); нар. 19 травня 1890, Тушинок, біля Лодзі — пом. 16 жовтня 1950, Варшава) — польський літературознавець, літературний критик, професор Варшавського Університету.

## Життєпис
Вацлав Борови народився 19 травня 1890 року в селищі Тушинек (пол. Tuszynek) недалеко від Лодзі, за часів Польського Королівства у складі Російської імперії. 1908 року закінчив Гімназію імені генерала Павла Хжановського (пол. Gimnazjum gen. Pawła Chrzanowskiego), нині XVIII ліцей імені Яна Замойського (пол. XVIII Liceum Ogólnokształcące im. Jana Zamoyskiego) у Варшаві. Того ж року вступив до Львівського університету, а 1909—1913 рр. продовжив навчання в Яґеллонському університеті на філологічному факультеті. 1914 року Вацлав Борови отримав звання доктора за монографію про білорусько-польського письменника Іґнаци Ходзько.   
1916—1919 рр. працював у бібліотеці Варшавського наукового товариства, згодом перейшов на службу в Державний архів (пол. Archiwum Akt Dawnych). Одночасно викладав польську мову в гімназіях Варшави. Від 1920 року Вацлав Борови працює старшим бібліотекарем у Бібліотеці Варшавського університету. 1928 року перейшов на службу референтом Департаменту культури й мистецтва при Міністерстві релігійних конфесій та просвітництва (пол. Ministerstwo Wyznań Religijnych i Oświaty Publicznej) — центрального органу урядової адміністрації Польської Республіки (1918—1939). 1930—1935 рр. перебував у Лондоні як доцент катедри польської літератури в Школі слов′янської і східноєвропейської освіти (англ. School of Slavonic and East European Studies).
1936 року повернувся до Польщі. Вацлав Борови продовжив педагогічну діяльність у Варшавському університеті. Одночасно був призначений директором Бібліотеки Варшавського університету. Від 24 липня 1938 року очолив катедру історії польської літератури (пол. I Katedra Historii Literatury Polskiej) гуманітарного факультету Варшавського університету. 
Завдяки наполегливій праці Вацлава Борови Бібліотека Варшавського університету набула сучасного вигляду й стала найбільшим науковим зібранням книжкового фонду Польщі. Також він сприяв систематизації та каталогізації видань. 
Приватна колекція книг Вацлава Борови налічує близько 6 тисяч томів, що зберігаються у фондах з історії польської літератури в Любленському католицькому університеті імені Іоанна Павла ІІ (KUL).
Вацлав Борови помер 16 жовтня 1950 року у Варшаві. Похований на Повонзківському цвинтарі.

## Наукова діяльність
У період німецької окупації під керівництвом Вацлава Борови було розроблено й опубліковано в Лондоні та Нью-Йорку видання про польську культуру «Нацизм у культурі Польщі» (пол. The Nazi Kultur in Poland).
Вацлав Борови досліджував історію літератури польського просвітництва, романтизму і позитивізму. Вивчав, зокрема, літературні твори польських письменників за часів правління (1764—1795) останнього короля Польського й великого князя Литовського — Станіслава-Августа Понятовського. Дослідив й упорядкував твори видатних митців, таких як Гілберт Кіт Честертон, Ігнаци Ходзько, Адольф Дигасінський, Ян Кохановський, Адам Міцкевич, Леопольд Стафф, Стефан Жеромський. Обґрунтував, вперше в Польщі, дослідження творчості американського поета, драматурга й літературного критика — Томаса Еліота. Вивчав спільні погляди польсько-англійської культури. 

## Відзнаки й нагороди
- Премія від Польського товариства видавців (1935)
- Премія Міністерства релігії та освіти (1937)
- Золотий Лавр "Польської академії літератури (1937)
- Державна літературна премія (1937)
- Орден «Незалежності» (1932)
- Золотий Хрест Заслуги (за видатні надбання у сфері культури Польщі, 15 червня 1946 р.)
- Орден Відродження Польщі

## Ушанування пам′яті
- 16 жовтня 1990 року — з нагоди 40-річчя від дня смерті Вацлава Борови присвоєно його ім′я Бібліотеці інституту польської літератури[7].
- Від 22 лютого 1980 року — на честь Вацлава Борови названа одна з вулиць району Бемово у Варшаві[8].
- 2005 року — у польському видавництві «Norbertinum» вийшла книга Анджея Бірнадського присвячена діяльності літературознавця «Прихований митець. Про Вацлава Борови 1890—1950» (пол. Zatajony artysta. O Wacławie Borowym 1890—1950). ISBN 978-83-7222-242-8.

## Вибрані твори
- Дзяди Міцкевича у 2 частинах (пол. Dziadów Mickiewicza, 1920)
- Елегія та інші літературні й суспільні твори Жеромського (пол. Elegie i inne pisma literackie i społeczne Żeromskiego, 1928)
- Від Кохановського до Стаффа. Антологія польської лірики (пол. Od Kochanowskiego do Staffa. Antologia liryki polskiej, 1930).

Публікації:
- Відлуння Шекспіра в «Anhellim» (пол. Echo Szekspira w „Anhellim”, 1918)
- Ванни й «Листопадова ніч» Виспянського (пол. Łazienki a „Noc Listopadowa” Wyspiańskiego, 1918)
- Про вплив і залежність у літературі (пол. O wpływach i zależnościach w literaturze, 1921)
- З досліджень Фредро (пол. Ze studiów nad Fredrą, 1921)
- Бой як перекладач (пол. Boy jako tłumacz, 1922)
- Відновлені колекції малюнків і графіки в Бібліотеці Варшавського університету (пол. Odzyskane zbiory rękopisów i grafiki w Bibliotece Uniwersyteckiej w Warszawie, у співавторстві з Зиґмунтем Батовським, 1925)
- Ян Каспрович (пол. Jan Kasprowicz, 1926)
- Гілберт Кіт Честертон (пол. Gilbert Keith Chesterton, 1929)
- Т. С. Еліот як літературний критик і теоретик (пол. T.S. Eliot jako krytyk literacki i teoretyk tradycji, 1934—1935)
- Пошук нового Парсіфаля. Поезія Т. З. Еліота (пол. Wędrówka nowego Parsifala. Poezja T.S. Eliota, 1936)
- Про польську поезію XVIII століття (пол. O poezji polskiej w wieku XVIII, 1948)
- Про поезії Міцкевича (пол. O poezji Mickiewicza, 1958, 2 томи)
- Про Норвіда (пол. O Norwidzie, 1960)
- Про Жеромського (пол. O Żeromskim, 1960)